# Jörg Knoblauch
Jörg Knoblauch (* 31. August 1949 in Giengen; † 7. Februar 2025) war ein deutscher Unternehmer, Buchautor und Entwickler des tempus-Zeitplansystems.

## Werdegang
Knoblauch absolvierte ein Ingenieurstudium, ein Studium der Betriebswirtschaft in den USA (Master of Business Administration – MBA) und wurde 1981 an der Universität Innsbruck mit einer Dissertation Kriterien für die Entscheidungsfindung bei der Standortwahl mittelständischer deutscher Industrieunternehmungen in USA zum Dr. rer. soc. oec. promoviert.
Knoblauch stieg 1976 in den Handwerksbetrieb seines Vaters ein, bevor er 1987 die Firma tempus gründete, um „die christliche Variante eines Zeitplaners“ zu etablieren. Als bekennender Christ war er außerdem Vorstandsmitglied der internationalen „Fellowship of Companies for Christ International“ (FCCI) und Initiator des „Kongresses christlicher Führungskräfte“. Knoblauch war Kuratoriumsmitglied des Arbeitskreises Christlicher Publizisten. Er engagierte sich für die Arbeitsgemeinschaft für Gemeindeaufbau (AGGA), die Willow-Creek-Bewegung und die Fernsehgottesdienste Hour of Power, deren Vorsitz des deutschen Zweiges er bis 2001 innehatte. 1996 war er maßgeblich an der Gründung von Württembergs erster Personalgemeinde Oase in seiner Heimatstadt Giengen beteiligt.
2002 wurde er durch die Hochschule für Wirtschaft und Umwelt Nürtingen-Geislingen zum Honorarprofessor ernannt.
Er starb im Februar 2025 im Alter von 75 Jahren.

## Auszeichnungen
- 2002 erhielt die drillbox Georg Knoblauch GmbH eine Auszeichnung des Ludwig-Erhard-Preis (ILEP) Wettbewerbs.[7]
- 2008 erhielt er den „Best Practice Award Dienstleistung“ der Zeitschrift Markt und Mittelstand für herausragende Leistungen seiner Firma „tempus, Zeit- und Lebensplanung“.[8]
- 2024: Aufnahme in die German Speakers Hall of Fame[9]

## Werke (Auswahl)
- Was Chefs und Personaler wissen wollen, Gabal (2023)
- Die Chef-Falle: Wovor Führungskräfte sich in Acht nehmen müssen, Campus Verlag (2013)
- Die Personalfalle: Schwaches Personalmanagement ruiniert Unternehmen, Campus Verlag (2010)
- So behalten Sie Ihren Job, Campus Verlag (2009)
- Die TEMP Methode®. Das Konzept für Ihren unternehmerischen Erfolg (mit Jürgen Kurz und Jürgen Frey), Campus Verlag (2009)
- Die besten Mitarbeiter finden und halten.Die ABC-Strategie nutzen (mit Jürgen Kurz), Campus Verlag (2007)
- Praktische Unternehmensführung. Sofort einsetzbare Problemlösungen und Durchführprogramme (mit Kurt Nagel) Olzog Verlag (2007)
- Ein Meer an Zeit. Die neue Dimension des Zeitmanagements (mit J. Hüger und M. Mockler), Campus Verlag (September 2005)
- www.ziele.de. Wie Sie Schritt für Schritt Ihre Ziele erreichen, Gabal (November 2005)
- Dem Leben Richtung geben. In drei Schritten zu einer selbstbestimmten Zukunft (mit J. Hüger und M. Mockler), Campus Verlag (August 2003)
- Zeitmanagement (mit H. Wöltje), Haufe Verlag (März 2003)
- Lernstreß ade! Brockhaus, Haan (1991)